# Call of Duty 2
Call of Duty 2 er fortsættelsen på Call of Duty og Call of Duty United Offensive og præsenterer 27 nye singleplayer missioner og blev udgivet oktober 2005. Man spiller tre forskellige kampagner (Russisk, Britisk, Amerikansk) hvor man som first-person shooter skal skyde sig igennem flere missioner på slagmarkerne i Europa, under 2. verdenskrig.